# Simno
Simno (lit. Simnas) – miasto na Litwie, położone w okręgu olickim, w rejonie olickim, 23 km od Olity. Według spisu ludności z 2021 roku w mieście mieszkało 1247 osób, a w całej gminie Simno 3148 osób.

## Historia

### Średniowiecze
Pierwsza wzmianka o osadzie pochodzi z kroniki Wiganda z Marburga, który opisał zwycięstwo Litwinów pod wodzą przyszłego Wielkiego Księcia Litewskiego, Witolda Kiejstutowicza nad Zakonem Krzyżackim w Simnie, w 1382 roku. Później nazwę Simno wymieniono w listach wielkiego księcia litewskiego Aleksandra (późniejszego króla Polski) w 1494 roku. 
Wówczas Simno należało do powiatu trockiego, województwa trockiego.
W 1506 r. król Polski i wielki książę litewski Aleksander Jagiellończyk, podarował dwór Simno szlachcicowi Janowi Zabrzezińskiemu. Ufundował on budowany kościół katolicki, wokół którego zaczęła rozwijać się miejscowość. 
W 1536 roku powstał herb miasta przedstawiający świętych: Piotra i Pawła. W 1549 r. w liście króla Zygmunta II Augusta, Simno uzyskało prawa miejskie. W 1613 r. Simno po raz pierwszy pojawiło się na mapach.
miało burmistrza, ratusz, sąd, sędziego, więzienie, sklepy, karczmy, młyny, a także brukowaną drogę i chodnik

### Nowożytność
W 1603 r. miejscowość przeszła w ręce Pawła Sapiehy. Dzięki jego staraniom w 1626 r. miasto otrzymało prawo magdeburskie. W tym czasie Simno prężnie się rozwijało, miało prawo do organizacji corocznego jarmarku i targów. Również w tym czasie usunięto herbowy wizerunek św. Piotra, pozostał tylko św. Paweł, który nawiązywał do Pawła Sapiehy.
Po najeździe rosyjskim na Litwę w 1655 r., miasto zostało splądrowane i zniszczone. W 1659 r. Simno zostało miejscem obrad sejmików ziemskich powiatu trockiego przeniesionych tu z Trok na czas okupacji rosyjskiej 
Po rozbiorze Rzeczypospolitej w 1795 r., miejscowość znalazła się w granicach Prus. 
W 1807 r. Simno dostało się pod panowanie Księstwa Warszawskiego pod wodzą Napoleona Bonapartego. Po pokonaniu francuskiego generała, w 1815r. Simno przez następne 100 lat ponownie znajdowało się pod okupacją rosjan.
Według spisu ludności z 1888 r. miasto liczyło 1870 mieszkańców, w tym 944 żydów i 926 Polaków. Oficjalnym językiem używanym w mieście był wówczas rosyjski. W 1893 r. jeziora niedaleko miejscowości: Simno  i Giłuicie  stały się własnością żydowską. 
W 1901 r. na południu miasta zbudowano linię kolejową i otwarto urząd telegraficzny. Położono nową drogę między Simnem a Olitą. Powstał wtedy również posterunek policji.
Pod koniec XIX wieku rozpoczęło się odrodzenie narodowe, ludność zaczęła domagać się używania języka litewskiego. Po walkach w 1897 r. w kościele odprawiono pierwszą mszę świętą w tymże języku.

### Współczesność
W 1899 r. miasto, zostało dotknięte pożarem. Kolejna katastrofa nastąpiła po rozpoczęciu I wojny światowej w 1914 roku. W Simnie trzykrotnie toczyły się walki, w rezultacie których spłonęło wiele zabudowy miejskiej. 
Po deklaracji niepodległości w 1918 r. doszło do licznych przemian. W 1919 r. w urzędzie pocztowym zaczął działać pierwszy telefon. W latach 30. XX wieku, w mieście zaczęło powstawać wiele budynków użytku gospodarczego oraz społecznego, były to: szpital, apteka, gimnazjum, centralna kanalizacja, mleczarnia, liczne sklepy spożywcze, destylarnia, hurtownia piwa, przędzalnia wełny, warsztat obuwniczy, bank, hotel i karczma.
W 1940 r. Simno znalazło się pod okupacją radziecką, a następnie hitlerowską na 4 lata. Pod koniec II wojny światowej miasto ponownie przejęli sowieci. W 1991 Litwa odzyskała niepodległość w której granicach znalazło się Simno.

## Transport
W 1901 r. na południe od miasta zbudowano linię kolejową Orany-Suwałki. 
Miasto posiada bezpośrednie połączenia autobusowe do Wilna, Olity, Łoździejów, Kalwarii, Mariampola.
Simno leży na skrzyżowaniu drogi krajowej nr 131, prowadzącej z Olity do Kalwarii oraz drogi krajowej nr 138.

## Demografia
Od XVIII wieku ludność miasta osiągnęła szczyt około 2000 osób i taka pozostała do 2004 roku, kiedy Litwa przystąpiła do Unii Europejskiej. Podczas II wojny światowej niemal cała populacja Żydowska została wymordowana, ponad 600 judaistów zginęło podczas Holokaustu, inni wyemigrowali. Liczba mieszkańców po wojnie szybko rosła dzięki działalności przemysłowej, która przyciągała nowych mieszkańców.
Po przystąpieniu do Unii Europejskiej w 2004 roku, około jedna trzecia (30%) mieszkańców wyemigrowała do takich krajów takich jak: Wielka Brytania, Irlandia, Dania, Niemcy, kraje Skandynawskie, Stany Zjednoczone. Spis elektroniczny przeprowadzony w 2021 roku wykazał, że w mieście pozostało 1247 mieszkańców. Pod względem etnicznym 98% mieszkańców to Litwini, w większości katolicy.
Miasto znajduje się w regionie etnograficznym Dzukia.

## Geografia
Miasto Simno jest otoczone jeziorami Simno na północy, Giłuicie (lit. Giluitis) na zachodzie, a także stawami hodowlanymi Koleśników. Przez miasto przepływa rzeka Dawina (lit. Dovinė), dawniej Simnianka, (lit. Spernia), która wpada do jeziora Simno.

## Gospodarka
Lista największych pracodawców w Simnie:
- Firma rekultywacyjna „Alytaus melioracija” (od 1959 r.) jest głównym pracodawcą. Zbudowano nawet dwa osiedla mieszkalne dla robotników.[10]

- Zakład szwalniczy, oddział firmy „Dainava” (od 1979 r.), szyjący garnitury codzienne, klasyczne i wizytowe.[11]

- Hodowla ryb „Žuvininkystės tarnybos prie LR Žemės ūkio ministerijos Žuvivaisos skyriaus Simno poskyris” (od 1964 r.) w Koleśnikach[5] hoduje ryby, raki, kontroluje stawy hodowlane .[12]

- „Simno komunalininkas” to spółka zarządzająca miastem, odpowiedzialna za zaopatrzenie w zimną i ciepłą wodę, dostawę ciepła do domów w okresie zimowym, eksploatację sieci kanalizacyjnej i stacji uzdatniania wody, sprzątanie ulic miejskich i utrzymywanie terenów zielonych.[13]

## Edukacja
W 1667 r. wzmiankowany budynek szkoły z urzędnikiem i nauczycielem Augustynem Obryckim. Szkoła parafialna ucząca w języku polskim powstała w 1782 r. i liczyła 10 uczniów. Po powstaniu styczniowym w 1864 r. władze carskie zamknęły tę szkołę i otworzyły szkołę rosyjską, która działała do roku 1914. A w 1918 r. uruchomiono szkołę podstawową nauczającą w języku litewskim. W 1920 r. żydzi również otworzyli szkołę. W latach 1921–1924 działała ponownie szkoła polska.
W 1943 r. wybudowano szkołę średnią, która w 2007 r. stała się gimnazjum.
Podczas krótkiego pobytu w szkole średniej, w latach 1944–1949, pracował tam Anzelmas Matutis (prawdziwe nazwisko Matulevičius), nauczyciel języka litewskiego, późniejszy znany i ceniony poeta dziecięcy.
W 1959 roku wybudowano szkołę dla sierot i dzieci z ubogich rodzin, która w 1968 roku stała się Szkołą Specjalną dla dzieci z trudnościami w nauce. W 1970 roku szkoła otworzyła klasę gimnastyki dla osób z zaburzeniami ruchu, a w 1993 roku klasę dla dzieci z upośledzeniami umysłowymi.
W 1986 roku otwarta została Szkoła Techniczna dla budownictwa i rolnictwa. Później dodano kilka modułów, takich jak gotowanie, szycie, serwis samochodowy.

## Kultura i sztuka
Od początku litewskiego odrodzenia narodowego, pod koniec XIX wieku, stopniowo zaczęto tworzyć organizacje kulturalne. W 1893 r. powstało stowarzyszenie katolickie „Žiburys”, które było pionierem ruchu wstrzemięźliwości. W 1906 r. „Žiburys” założył w mieście bibliotekę, a w 1910 r. zorganizował pierwsze przedstawienie teatralne. Dało to impuls do powstania teatru miejskiego w 1937 roku. 
Po II wojnie światowej w latach 1944–1952 powstał dom kultury, potem przeniesiony do opuszczonej synagogi. W 1984 roku otwarto nowo wybudowane centrum kultury z kinem, biblioteką, dyskoteką, salami do konferencji i prób. Obecnie od 2022 roku w Centrum działają 2 zespoły taneczne i 6 zespołów muzycznych.
Co roku w pierwszy weekend marca w mieście odbywa się rzemieślniczy i kulinarny jarmark „Kaziuko kermošius”. Poświęcony jest św. Kazimierzowi, patronowi Litwy. Odbywa się na centralnym placu miasta, trwa cały dzień.
Od 2005 roku corocznie w pierwszy weekend czerwca nad jeziorem Giłuicie , organizowane są zawody siatkówki plażowej organizowane przez klub sportowy „Ąžuolas”. Przyciągają miłośników tego sportu z całej Litwy.
Co roku 23 czerwca miasto obchodzi Noc Świętojańską.
Od 1994 roku w Szkole Specjalnej działa teatr „Runa”. Każdego roku wystawiają jedną sztukę, a aktorami tam są dzieci.
Pierwsza gazeta „Kelias į komunizmą” (pol. Droga do komunizmu) wychodziła w latach 1951–1959. Miasto posiadało własną drukarnię.
W 1972 r. na obrzeżach miasta Kościół katolicki zaczął wydawać podziemną gazetę „Lietuvos katalikų bažnyčios kronika” (pol. Kronika Litewskiego Kościoła Katolickiego). Gazeta istniała do 1989 roku. 
W 2000 r. Simno wydawało krótkotrwałą gazetę „Simno kronika”.

## Wspólnoty wyznaniowe

### Kościół katolicki
W Simnie znajduje się Bazylika pw. Wniebowzięcia NMP. Został zbudowany w latach 1520–1526. Jest to jeden z najstarszych kościołów południowej Litwy i jedyny bazylikowy kościół w kształcie krzyża łacińskiego na całej Litwie.
Kościół został ufundowany przez Jana Zabrzezińskiego. Świątynia wyglądem przypomina zamek z wąskimi oknami i ścianami grubości 1,5 metra, posiada dach ze strzechy, który dopiero na początku XIX wieku pokryto dachówką.
W 1551 roku szlachcic dworu Simna zmarł, a dwór z kościołem przeszedł na własność króla Polski Zygmunta I Starego. 
W 1738 r. w księdze pamiątkowej kościoła wzmiankowane są organy. Kiedy wojska napoleońskie wycofały się z nieudanej kampanii w Rosji w 1812 r., kościół został zaadaptowany na szpital wojskowy a późnej zdewastowany przez żołnierzy.
Podczas I wojny światowej kościół służył jako twierdza, odpierająca ataki wroga. Podczas II wojny światowej w czasie odwrotu, niemieccy żołnierze podpalili świątynię i po 2 dniach kościół doszczętnie spłonął. Po wojnie został odbudowany.

### Judaizm
W Simnie znajduje się synagoga żydowska. W 1905 r. zburzono starą, drewnianą i zastąpiono nową, murowaną. Synagoga w latach 1941 i 1952 została zamknięta. W latach 1952–1984 w budynku urządzono Dom Kultury. W 1985 roku synagoga została przekształcona w szkołę sportową i ostatecznie została wycofana z użytku w 2014 roku. 

## Żydziw Simnie
Pierwsi żydzi osiedlili się na Litwie w czasach panowanie Giedymina, a od 1639 roku osiedlili się również w Simnie. Ludność żydowska posiadała przywileje na wjazd i zamieszkanie, posiadanie majątku, ziemi i zwolnienie z podatków. Społeczność żydowska w Simnie stopniowo zaczęła się rozrastać. Od XVIII w. już połowę ludności miasta stanowili żydzi. 
W 1905 r. zamiast drewnianej wybudowano nową, murowaną synagogę. W 1920 r. w synagodze działała szkoła podstawowa.
Pomiędzy 1918 a 1941 rokiem niemal cała gospodarka miasta znajdowała się w rękach Żydów, którzy w tamtym czasie posiadali we własnej administracji wiele obiektów użytku publicznego.
Na obrzeżach miasta znajdowały się dwa cmentarze żydowskie: stary cmentarz - na obecnej ulicy Naujoji, oraz nowy - na obecnej ulicy Saulėtekio.  
Prawie 90% członków straży pożarnej stanowili Żydzi. W 1926 r. Żydzi założyli klub sportowy „Makabi”. Spis ludności z 1923 r. wykazał, że w Simnie mieszkało 314 mężczyzn i 348 kobiet pochodzenia żydowskiego. 
W 1941 roku w sierpniu i we wrześniu aresztowano i przywieziono do Olity około 182 żydów mężczyzn i kilka kobiet, którzy zostali zamordowani w lesie Widzgiry. 10 września 1941 r. resztę Żydów zgromadzono w getcie, w byłych koszarach armii radzieckiej na zewnątrz cmentarza, w pobliżu jeziora Simno. 12 września wszystkich Żydów wyprowadzono 3 km do lasu Pošnelė. Niemiecki dokładny meldunek do naczelnego dowództwa głosi: zabito 68 starców, 197 kobiet i 149 dzieci, w sumie 414 ludzi.
W 1965 r. w miejscu masakry Żydów w lesie Pošnelė wzniesiono pomnik autorstwa rzeźbiarza Vladas Krušna. 
Obecnie (2023 r.), co najmniej 34 osoby z Simna i wiosek w promieniu 15 km wokół Simna otrzymały odznaczenia Sprawiedliwy wśród Narodów Świata z Izraela.

## Znane osoby związane z miastem
- Vytautas Babravičius - Simas (ur. 1952), dziennikarz i muzyk, pionier muzyki country na Litwie, który wydał 9 albumów, przyjął pseudonim sceniczny Simas, ponieważ jest to aluzja do miasta Simna, w którym uczęszczał do Szkoły Specjalnej dla sierot.[29]

- Arvydas Šeškevičius (1939–2023), profesor kardiolog, pionier opieki paliatywnej na Litwie, urodził się w Simnie. Napisał 5 książek o opiece paliatywnej, a jako miejscowy historyk napisał 6 książek o Simnie.[30]

- Ksaveras Sakalauskas - Vanagėlis (1863–1938), nauczyciel, pisarz i poeta urodził się 2 km od Simna. Uczęszczał do szkoły podstawowej w Simnie[31].

- Emilija Liegutė (1930–2022), pisarka i dramatopisarka, uczęszczała do szkoły średniej w Simnie. Napisała 32 książki i 6 sztuk.

- Anzelmas Matutis (prawdziwe nazwisko Matulevičius) (1923–1985), poeta dziecięcy, pracował jako nauczyciel języka litewskiego w szkole średniej w Simnie. Napisał 36 książek[15].

- Vytautas Kasiulis (1918–1995) urodził się w Simnie. Jest najwybitniejszym malarzem sztuki współczesnej, jednym z najbardziej znanych litewskich malarzy na świecie. W swoim portfolio posiada ponad 900 prac, w tym blisko 600 obrazów.
- Jacob Barit (1797–1883), talmudysta[3].

## Galeria

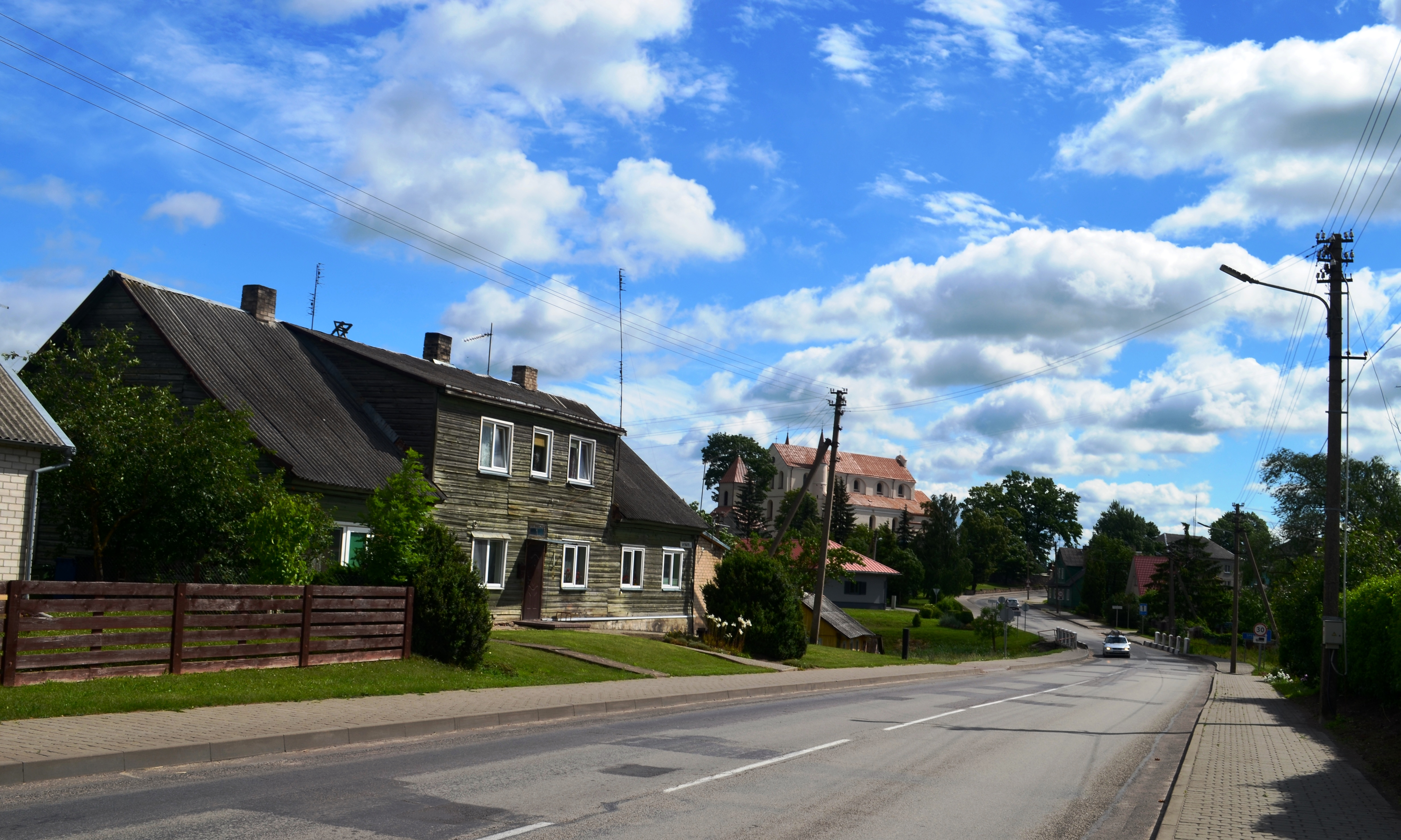
Simno ze strony Krosny
Centralny plac miasta
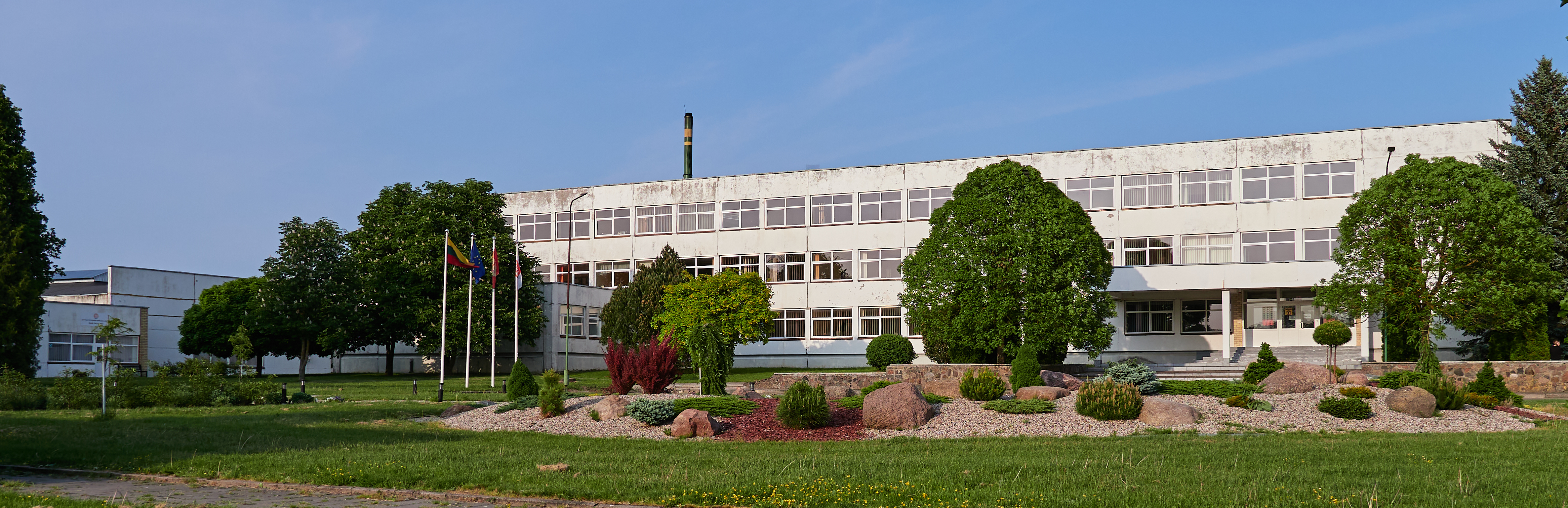
Szkoła Techniczna
Gimnazjum
Jezioro Simno
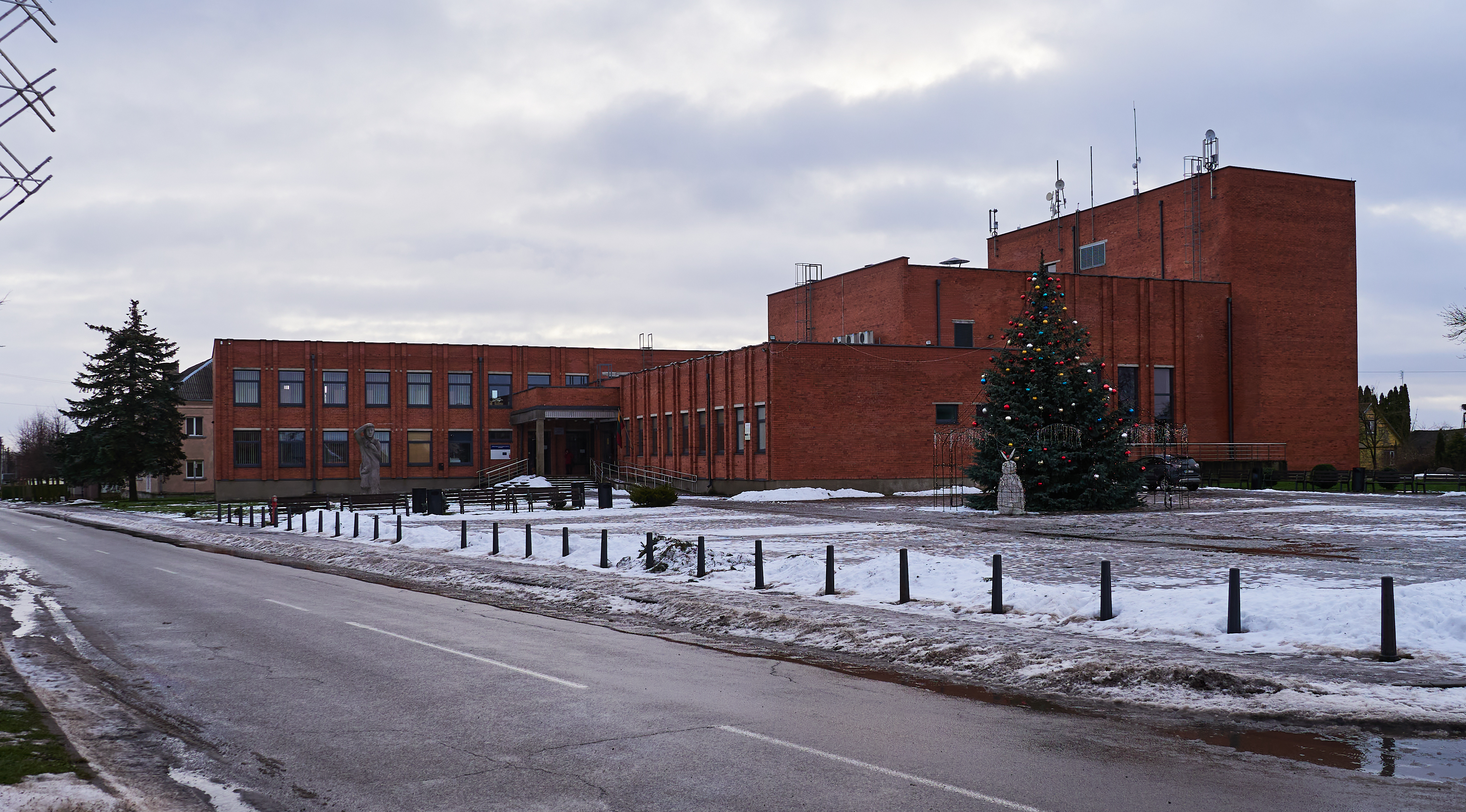
Ośrodek Kultury
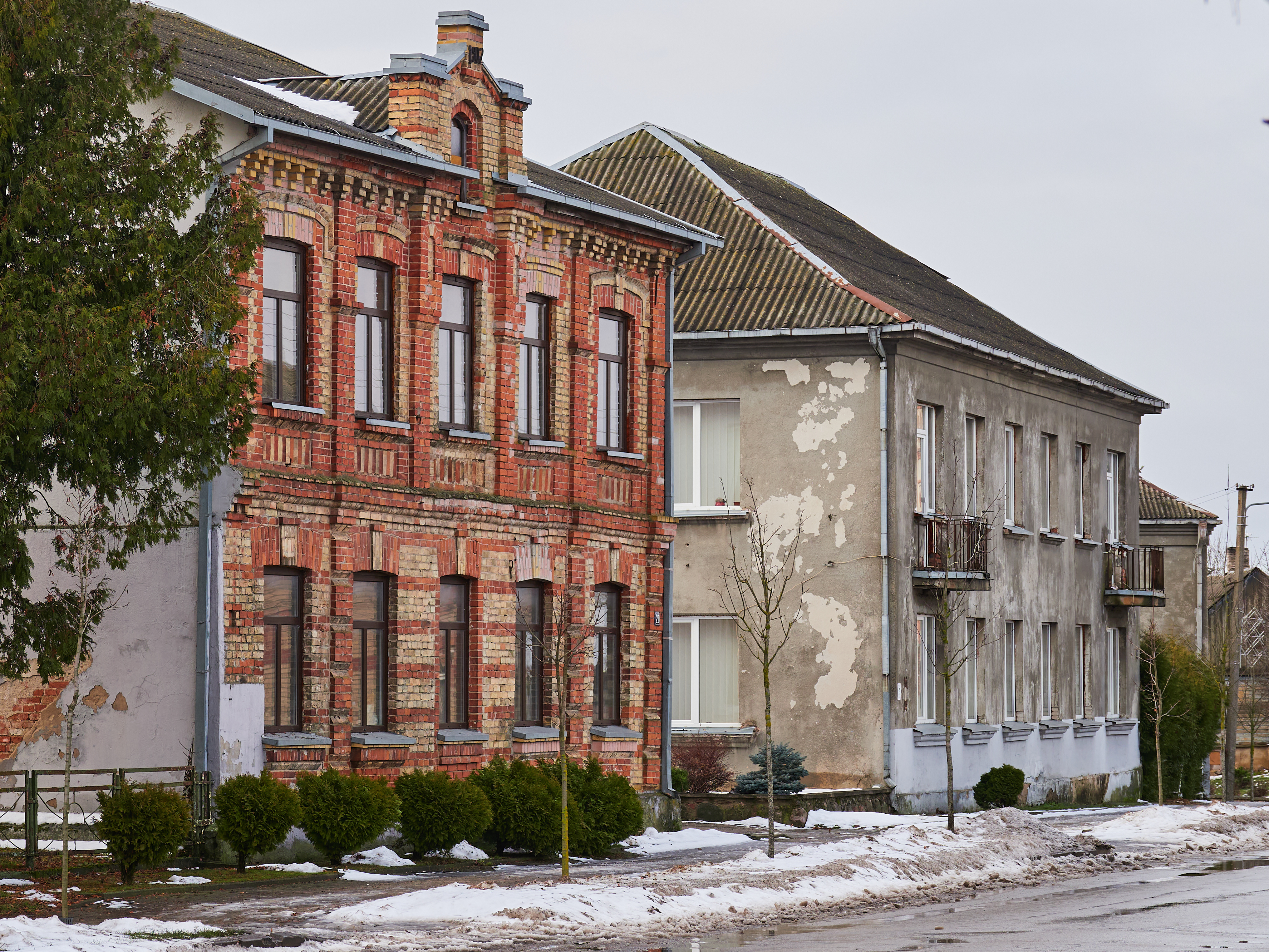
Szkoła Specjalna
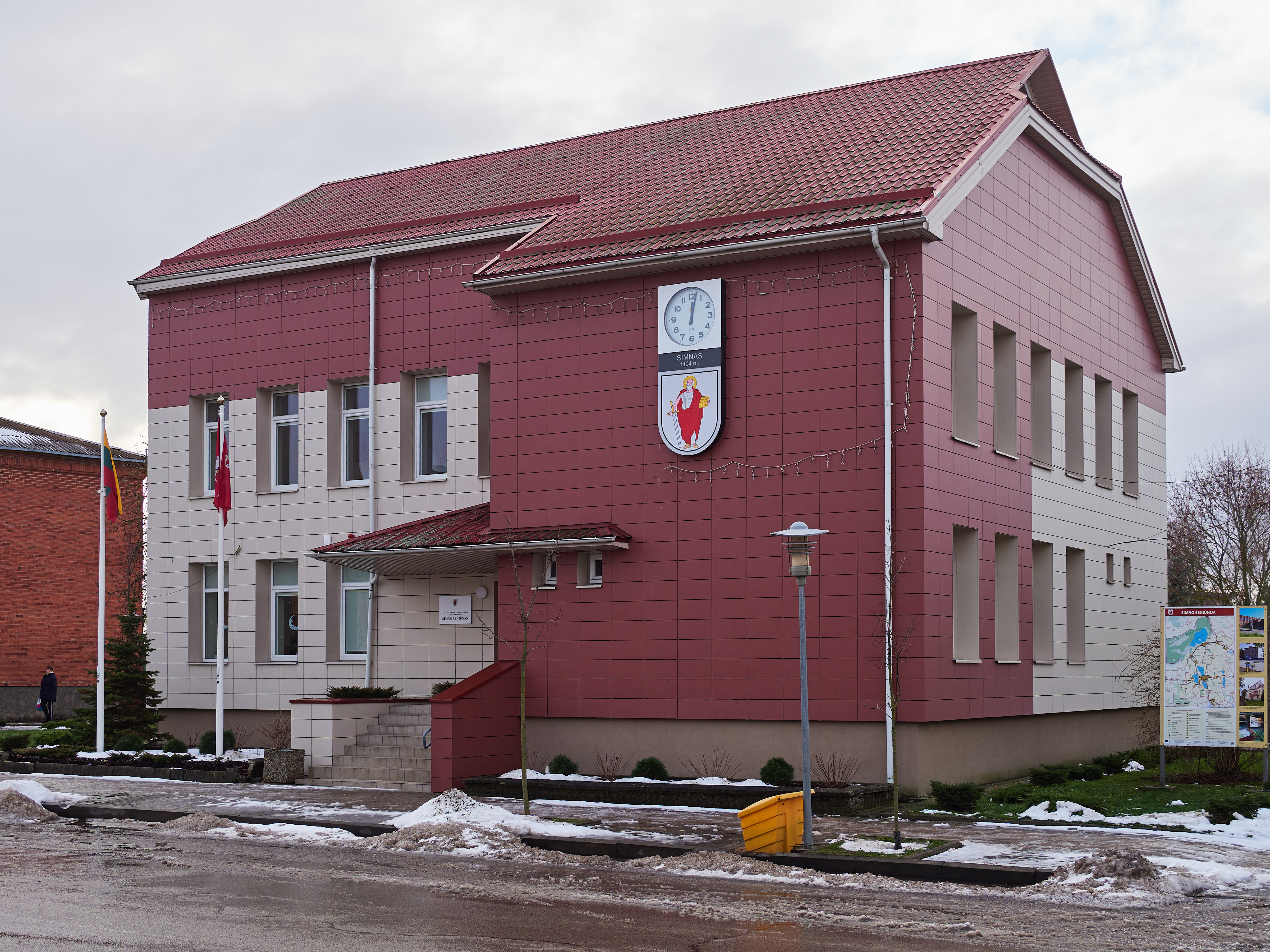
Urząd gminy
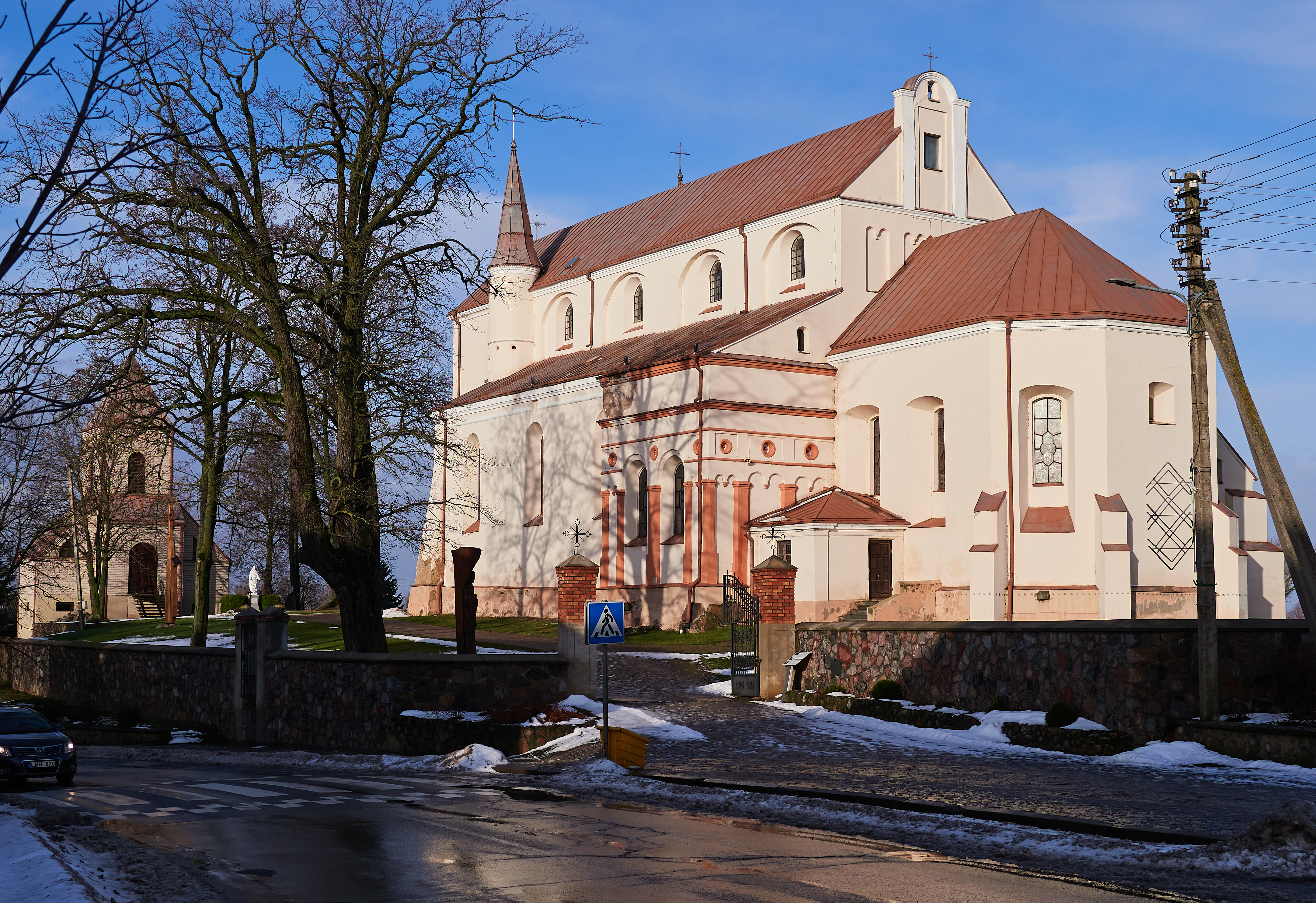
Kościół
Synagoga
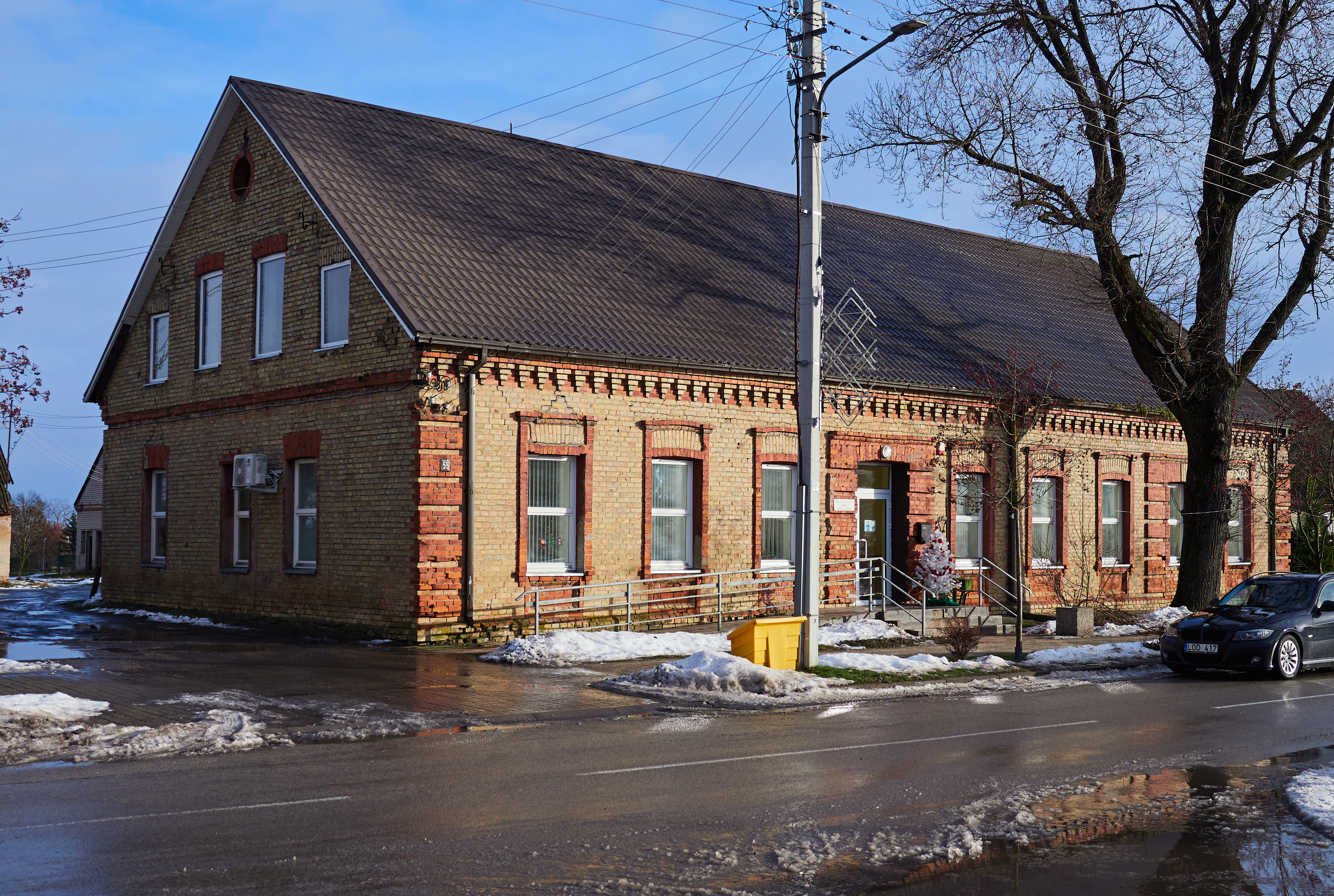
Przychodnia
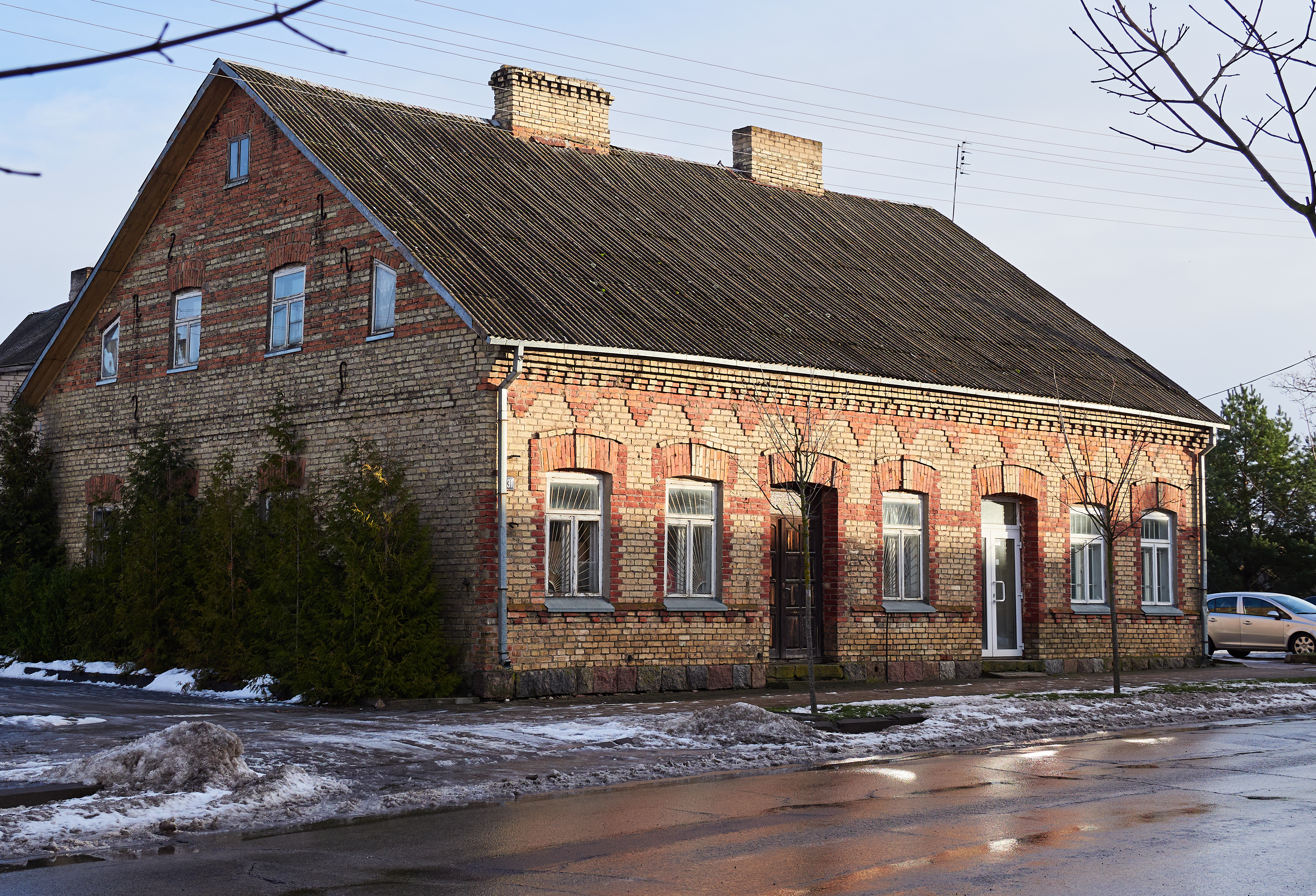
Stary urząd pocztowy
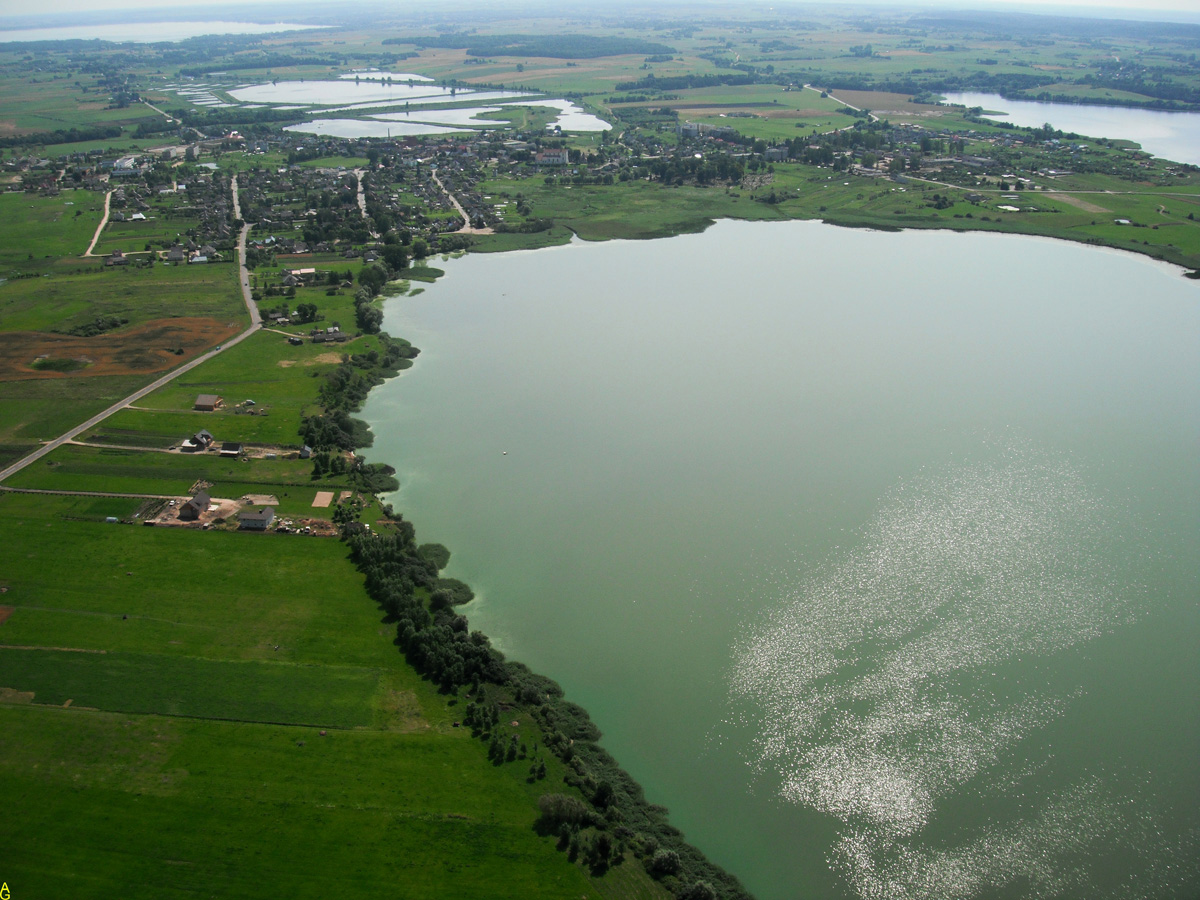
Widok miasta z góry